# Wagashi
Wagashi (和菓子, wa-gashi) é um confeito tradicional japonês que é geralmente servido com chá, especialmente os tipos feitos de mochi, anko, e frutas. O wagashi é normalmente feito de ingredientes das plantas.

## História
No Japão, a palavra para doces, okashi (お菓子), originalmente se referia a frutas e amêndoas. A China aprendeu da Índia como produzir açúcar e começou a vendê-lo para o Japão.O comércio aumentou e o açúcar se tornou um tempero comum no final do período Muromachi. Influenciado pela introdução do chá, confeitos chineses e dim sum, a criação do wagashi ocorreu durante o período Edo no Japão.

## Tipos
- Anmitsu: cubos gelatinosos gelados (kanten) com frutas
- Amanattō: feijão azuki cozido ou outros feijões com açúcar, e seco - amanattō e nattō não estão relacionados, embora os nomes sejam parecidos
- Botamochi: uma bola de arroz doce recheada com anko (ou an, feijão azuki grosso)
- Daifuku: termo geral para mochi (arroz doce moído) recheado com anko
- Dango: um pequeno, pegajoso e doce mochi, geralmente espetado em um palito
- Dorayaki: uma panqueca redonda e doce de castella recheada com anko
- Hanabiramochi: um  mochi vermelho e branco, doce, recheado com anko e uma tira de gobo (bardana) cristalizado
- Ikinari dango: um pão cozido no vapor com um pedaço de batata-doce e anko no meio, é um confeito local de Kumamoto.
- Imagawayaki (ou kaitenyaki): um disco de massa recheado com anko
- Kusa mochi: um mochi "verde", doce, infudido com Artemísia japonesa (yomogi), com um recheio de anko
- Kuzumochi
- Kuri kinton: uma mistura adocicada de castanhas cozidas e amassadas
- Manjū: bolos cozidos no vapor com recheio de anko
- Mochi: um bolinho feito de arroz glutinoso
- Monaka: dulas bolas doces de arroz crocantes com recheio de anko
- Shiruko (ou zenzai): uma sobremesa quente feita de anko em uma forma líquida, de sopa, com pequenos mochis flutuando
- Rakugan: um bolo doce, muito sólido e pequeno que é feito de farinha de arroz e mizuame
- Sakuramochi: um bolinho de arroz recheado com anko e embrulhado em uma folha de cerejeira
- Taiyaki: como um  kaitenyaki, uma massa assada com recheio de anko em forma de peixe
- Uirō: um bolo no vapor feito de farinha de arroz e açúcar, semelhante ao mochi
- Warabimochi: tradicionalmente feito de warabi e servido com kinako e kuromitsu
- Yatsuhashi: fatias finas de gyūhi (mochi doce), disponível em diferentes sabores, como canela, e às vezes dobrado em um triângulo em volta de uma bola de anko vermelho
- Yōkan: um dos wagashis mais antigos, um bloco sólido de anko, endurecido com agar açúcar adicional
- Akumaki: um dos confeitos da província de Kagoshima

### Classificação
Os wagashi são classificados de acordo com o método de produção e teor de umidade. O teor de umidade é muito importante, visto que ele afeta a validade.
| - Namagashi (生菓子) (confeito seco)—contém 30% ou mais de umidade - Jō namagashi (上生菓子) é um variação do namagashi muito leve e delicado, em várias, às vezes elaboradas, formas e cores, normalmente refletindo plantas sazonais. Algumas lojas têm muitas dezenas durante o ano. - Mochi mono (もち物) - Mushi mono (蒸し物) - Yaki mono (焼き物) - Hiranabe mono (平なべ物) - Ōbun mono (オーブン物) - Nagashi mono (流し物) - Neri mono (練り物) - Age mono (揚げ物) | - Han namagashi (半生菓子) (confeito meio seco)—contém 10%–30% de umidade - An mono (あん物) - Oka mono (おか物) - Yaki mono (焼き物) - Hiranabe mono (平なべ物) - Ōbun mono (オーブン物) - Nagashi mono (流し物) - Neri mono (練り物) | - Higashi (干菓子) (confeito seco)—contém 10% ou menos de umidade - Uchi mono (打ち物) - Oshi mono (押し物) - Kake mono (掛け物) - Yaki mono (焼き物) - Ame mono (あめ物) |